# کلوندیک بار
کلوندیک بار (انگلیسی: Klondike bar) شرکت صنایع غذایی آمریکایی است، که در سال ۱۹۲۲ تأسیس شد.